# ستالين ريفاس
ستالين ريفاس (بالإسبانية: Stalin Rivas) هو مدرب كرة قدم ولاعب كرة قدم فنزويلي في مركزي مهاجم داخلي والوسط، ولد في 5 أغسطس 1971 في بويرتو أورداز في فنزويلا. شارك مع منتخب فنزويلا لكرة القدم. أما مع النوادي، فقد لعب مع ديبورتيفو تاشيرا وديبورتيفو غاليسيا وستاندارد لييج ومينيروس دو غويانا ونادي بوم الملكي لكرة القدم ونادي كاراكاس ونادي ميلوناريوس.

## وصلات خارجية
- ستالين ريفاس على موقع قاعدة بيانات كرة القدم.إي يو (الإنجليزية)
- ستالين ريفاس على موقع ناشيونال فوتبول تيمز (الإنجليزية)